# Хустянка (Бурынский район)
Хустянка (укр. Хустянка) — село,
Хустянковский сельский совет,
Бурынский район,
Сумская область,
Украина.
Код КОАТУУ — 5920987901. Население по переписи 2001 года составляло 735 человек.
Является административным центром Хустянковского сельского совета, в который, кроме того, входят сёла
Харченки,
Шкуматово и
Яровое.

## Географическое положение
Село Хустянка находится недалеко от истоков рек Ромен и Терн.
На расстоянии в 1 км расположены сёла Яровое и Малиев.
По селу протекает несколько пересыхающих ручьев с запрудами.
Рядом проходит автомобильная дорога Т-1916.

## История
- Вблизи села Хустянка обнаружены поселения времени неолита и бронзы.
- Село Хустянка известно с первой половины XVIII века.

## Экономика
- Молочно-товарная и овце-товарная фермы.
- ООО «Хустянское».
- Хустянское сельское потребобщество.
- КСП «Хустянка».

## Объекты социальной сферы
- Детский сад.
- Школа.

## Достопримечательности
- Братская могила советских воинов.

## Известные уроженцы
- Романенко, Пётр Логвинович (1905—1985) — советский военачальник, генерал-лейтенант, Герой Советского Союза.
- Романенко, Прокофий Логвинович (1897—1949) — советский военачальник, генерал-полковник. Брат предыдущего.